# فيشودها

ڤيشودها

ڤيشودها (بالسنسكريتية: विशुद्ध)‏، (بالإنجليزية: Vishuddha)‏، ويعني «النقية على نحو استثنائيٍّ»، أو تُدعى ڤيشودهي (بالسنسكريتية: विशुद्धी)‏، (بالإنجليزية: Vishuddhi or throat chakra)‏، أو شاكرا الحلق أو الحنجرة، هي الشاكرا الأساسية الخامسة وفقًا لتعاليم التنترا الهندوسية. الإله المقيم في هذه الشاكرا هو بانشافاكترا شيفا، بخمسة رؤوس وأربعة أذرع، وشاكتي خاصته هي شاكيني.

## وصفها

### مظهرها
وفقًا للتقاليد الهندوسية، توصف هذه الشاكرا بأنها ذات "لون أبيض" مع ستة عشر بتلة "أرجوانية" أو "ذات لون دخاني". يوجد داخل الغلاف مثلث أزرق سماوي يشير إلى الأسفل يحتوي على منطقة بيضاء دائرية مثل البدر. وهذا يمثل عنصر أكاشا أو "الأثير". ويمثل هذه المنطقة الإله أمبارا، وهو أيضًا أبيض اللون ويصور بأربعة أذرع، ممسكًا أنشوطة ومنخس. يقوم بإيماءات منح النعم وتبديد الخوف أثناء جلوسه على فيل أبيض. الهلال الفضي هو الرمز القمري للصوت الكوني النقي. الهلال يرمز إلى النقاء، والتطهير هو جانب حيوي من شاكرا فيشودا.